# Lantaarn van Aristoteles

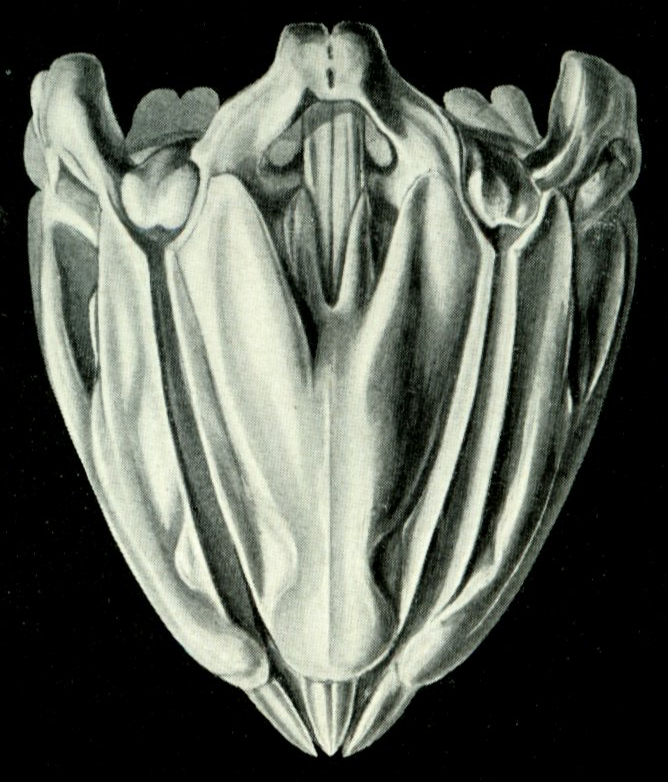
Lantaarn van Aristoteles van Sphaerechinus granularis (uit Haeckels Kunstformen der Natur; 1904)

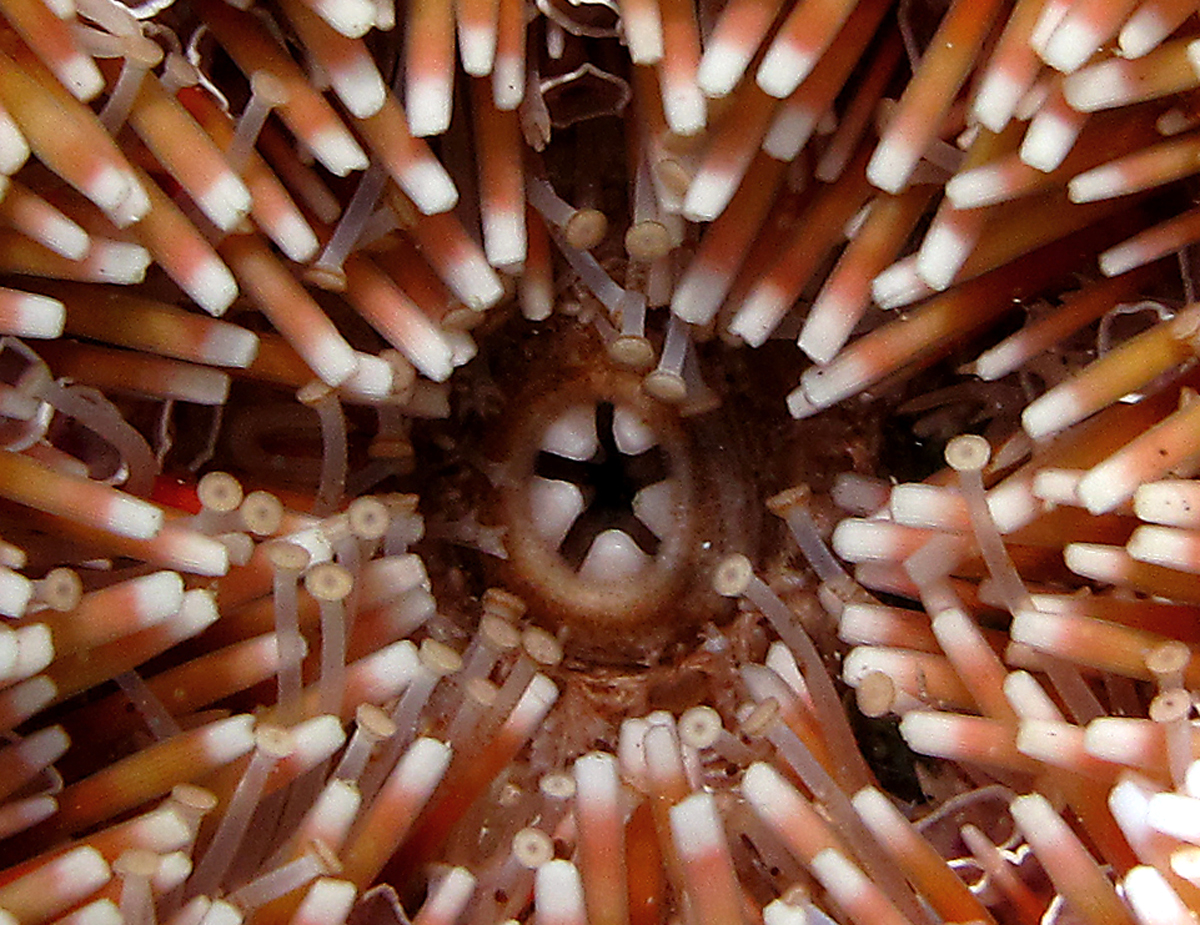
Tanden van de lantaarn van Aristoteles bij Toxopneustes pileolus.

De lantaarn van Aristoteles is een kauwapparaat dat zich in de mondholte van veel zee-egels bevindt. Het ontbreekt echter bij de relatief soortenrijke infraklasse van de Irregularia. De naam "lantaarn" draagt het omdat de vorm doet denken aan een klassieke lantaarn. Het is dus geen lichtgevend orgaan. De naam verwijst daarnaast naar de Griekse filosoof Aristoteles, die er in zijn Historia animalium (343 v.Chr.) de oudst bekende beschrijving van gaf.

## Bouw
De lantaarn is opgebouwd uit vijf driehoekige kaken (piramiden), die naar de mond toe puntig uitlopen, met aan het einde een kleine, maar scherpe tandachtige uitstulping. De kaken kunnen door middel van spieren en pezen enigszins ten opzichte van elkaar bewegen. De lantaarn wordt gebruikt om grazende bewegingen te maken, om op die manier algen van de rotsen te schrapen.